# Accordo del Louvre
L'accordo del Louvre (ufficialmente la Dichiarazione dei Ministri delle Finanze e dei Governatori delle Banche Centrali del G6, in inglese Statement of the G6 Finance Ministers and Central Bank Governors) è stato un accordo, firmato il 22 febbraio 1987 a Parigi al Palazzo del Louvre (da Canada, Francia, Germania ovest, Giappone, Regno Unito e Stati Uniti, mentre l'Italia decise di non partecipare), che mirava a stabilizzare i cambi valutari internazionali e frenare il continuo declino del Dollaro cominciato da dopo l'accordo del Plaza del 1985.
Fu considerato un compromesso equo tra due idee agli estremi opposti: un sistema di cambi valutari perfettamente libero e quello fisso (come il gold standard).

## Antefatti

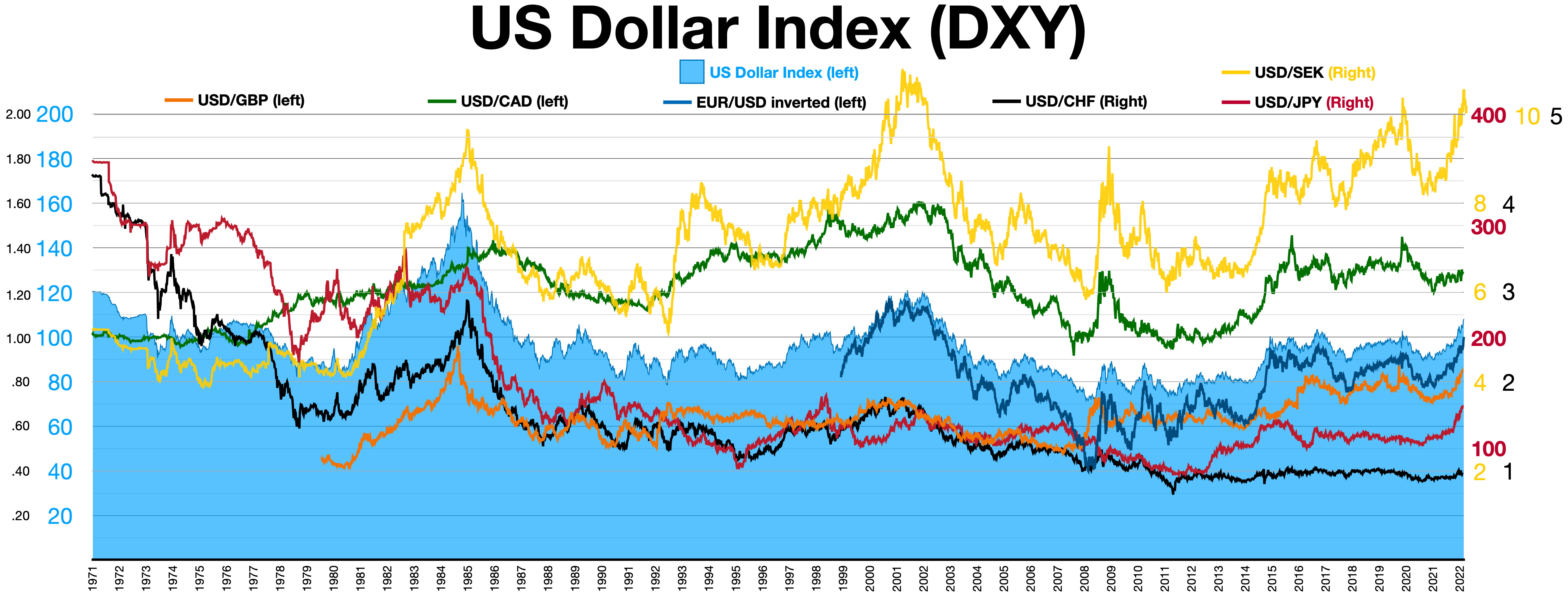
Lo US Dollar Index e i vari cambi valutari delle principali monete (1971 - 2022).

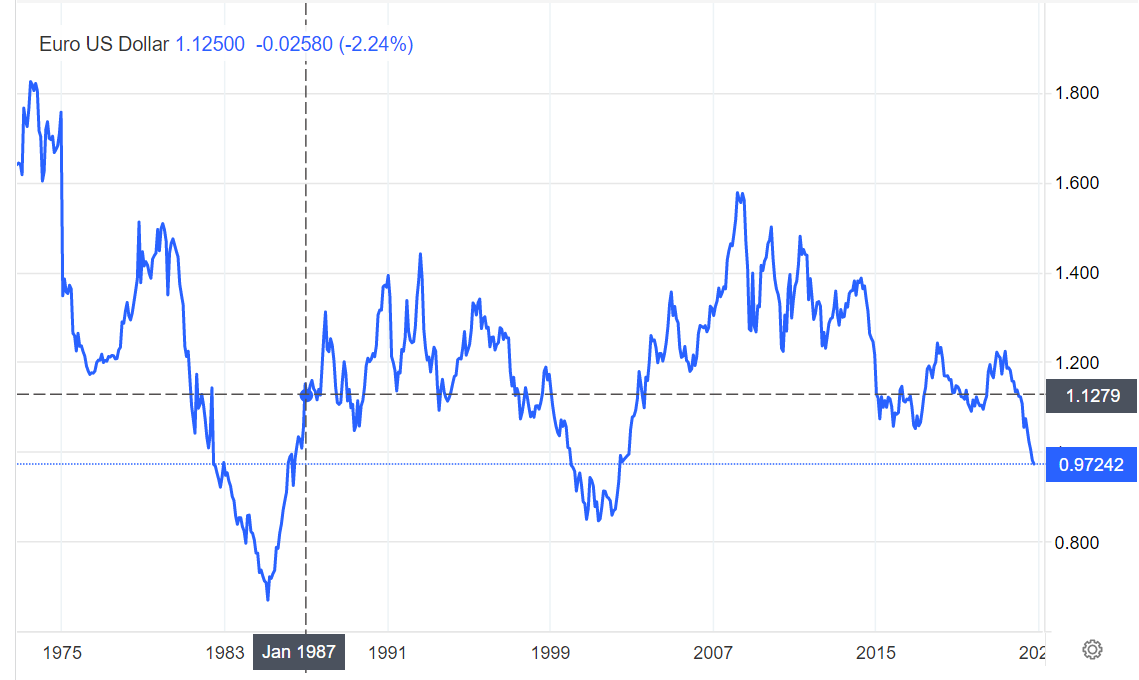
Cambio ECU-EUR / USD (1972 - 2022). Si nota il declino del Dollaro a seguito delle due crisi petrolifere del 1973 e del 1979 e la sua ripresa dal 1985. Il punto selezionato si riferisce alla situazione del cambio il mese prima dellaccordo del Louvre.

L'accordo del Louvre si inserisce nel periodo in cui si tentava di riallineare i cambi valutari (soprattutto tra il Dollaro, lo Yen e il Marco) a valori giudicati ottimali dagli esperti del settore, dopo le due crisi petrolifere degli anni '70 che li avevano sconvolti. Gli Stati Uniti avevano un deficit nella bilancia commerciale, mentre gli altri grandi paesi occidentali vi avevano un surplus. Il Segretario del Tesoro James Baker cercò di indurre i paesi partner a comprare di più dagli Stati Uniti, altrimenti avrebbe continuato con il deprezzamento del Dollaro. All'inizio del 1987, il cambio tra il Dollaro e le altre valute era ulteriormente sceso del 25%.

## Descrizione
L'accordo fu imponente nelle sue decisioni, poiché i paesi contraenti si impegnavano a produrre importanti cambiamenti finanziari ed economici anche strutturali pur di riallineare i cambi valutari:
- La Francia accordò di ridurre il deficit di bilancio di una quota pari all'1% del proprio PIL e di tagliare le tasse alle imprese e alle persone fisiche di una quota uguale.
- Il Giappone (che in quel periodo era malvisto dall'Occidente, vista la relativa bolla speculativa che stava facendo guadagnare ad esso ingenti capitali e ricchezza nazionale anche attraverso le esportazioni in particolare di automobili, tanto che si parlava in Europa di "pericolo giallo")[7][8][9] avrebbe ridotto il suo surplus commerciale e tagliato i suoi tassi di interesse;
- Il Regno Unito avrebbe ridotto la spesa pubblica e ridotto le tasse;
- La Germania pure avrebbe ridotto la spesa pubblica, tagliato le tasse e mantenuto i tassi di interesse bassi.
- Gli Stati Uniti avrebbero ridotto il deficit dell'anno di budget 1988 al 2,3% dal 3,9% dell'anno prima, ridotto le spese governative dell'1% e mantenuto pure gli interessi bassi.[10]

## Conseguenze
L'accordo ebbe all'inizio effetti positivi, poiché il Dollaro cominciò a riapprezzarsi dall'inizio del 1988, ma la collaborazione fra i vari paesi fu menomata dal fatto che ci fosse una decisa volontà da parte dei governi europei nel rialzare i tassi di interesse. Ad alterare gli effetti dell'accordo contribuirà anche il crash borsistico dell'ottobre del 1987.